# Sofija Karlovna Buxhowden
Sofija Karlovna Buxhowden, (in russo София Карловна Буксгевден?, Sof'ja Karlovna Buksgedven) (San Pietroburgo, 6 settembre 1883 – Londra, 26 novembre 1956), è stata una nobildonna russa.

## Biografia
Era la figlia di Matthias Ludwig Konstantin von Buxhoeveden (14 marzo 1856-4 agosto 1935), ministro russo a Copenaghen, e di sua moglie, Ludmilla Ossokin (30 maggio 1858-25 maggio 1917).
Nel 1913 divenne damigella d'onore della zarina Aleksandra. Era soprannominata "Isa" dalla zarina e dalle sue quattro figlie e, durante la prima guerra mondiale, fu spesso scelta dalla zarina per accompagnare le quattro granduchesse.

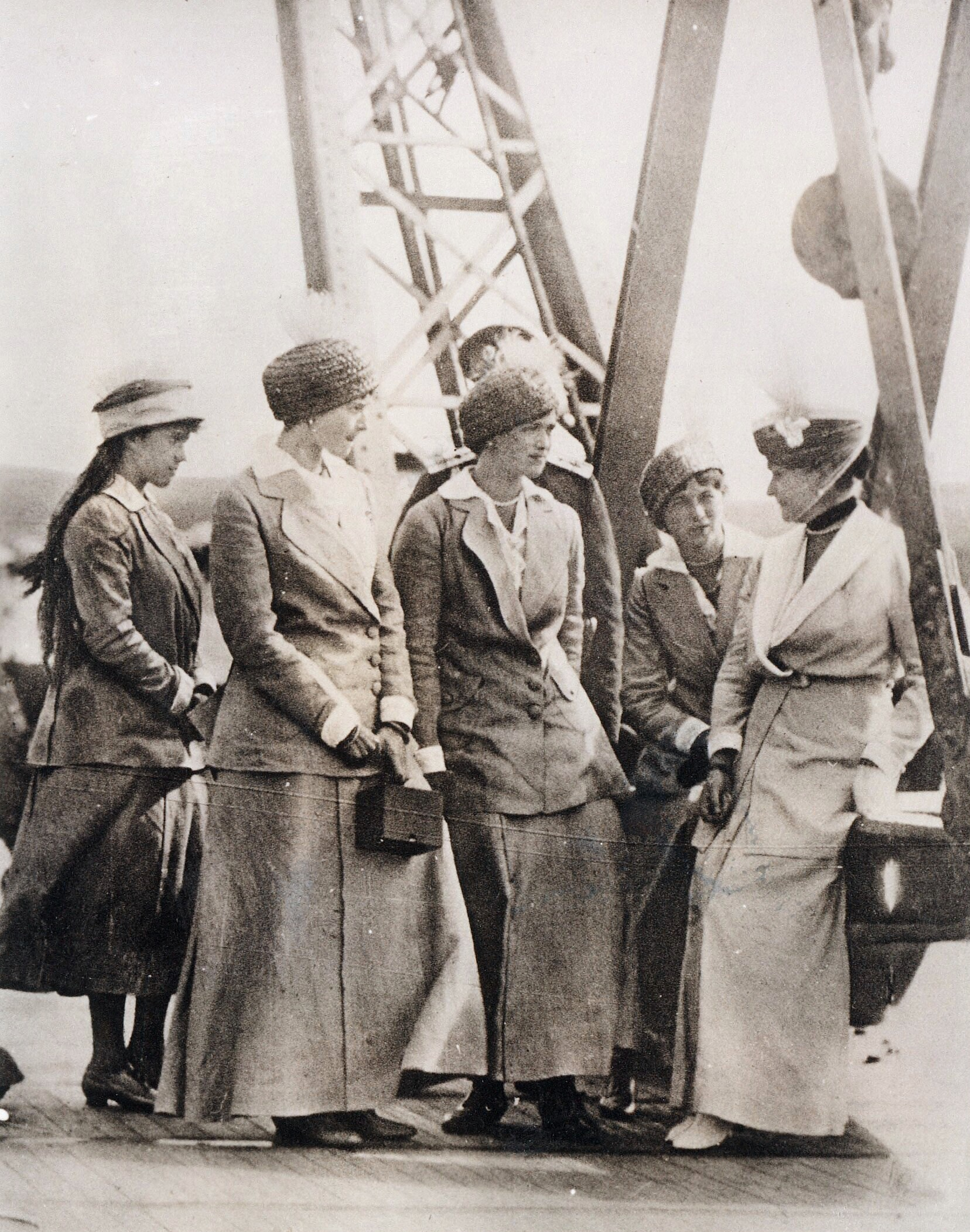
Sofija insieme alle granduchesse, 1915.

Seguì la famiglia imperiale nell'esilio in Siberia, dopo la Rivoluzione russa del 1917. Venne rilasciata dai bolscevichi, a differenza di molte altre persone dell'entourage della famiglia, molto probabilmente perché avevano scambiato il suo cognome danese per lo svedese. 
Trascorse molti mesi in fuga attraverso la Siberia, con altri membri dell'entourage reale, tra cui Gibbes e Gilliard. Insieme ai due docenti, cercò di trovare un modo per aiutare la famiglia imperiale con l'aiuto di sir Thomas Preston, il console britannico. Questi tentativi fallirono e la nobildonna fu alla fine costretta a lasciare Ekaterinburg.
Riuscì a lasciare la Russia con l'aiuto del generale Alfred Knox delle forze armate britanniche, che le concesse un passaggio sicuro su un treno militare. Da Omsk, attraversò la Cina e giunta a Vladivostok, si imbarcò su una nave per gli Stati Uniti.
In esilio, Sofija visse a Copenaghen con il padre, poi a Hemmelmark, nel nord della Germania, la tenuta di proprietà del principe Enrico di Prussia, fratello minore del kaiser Guglielmo II, e di sua moglie, la principessa Irene, sorella della zarina. Infine, a Kensington Palace, a Londra, Sofija divenne la dama di compagnia di Vittoria d'Assia-Darmstadt, marchesa di Milford Haven, sorella maggiore della zarina.

## Morte
Morì il 26 novembre 1956, a Londra.